# Anden-Großohrmaus
Die Anden-Großohrmaus (Auliscomys sublimis) ist ein Nagetier in der Familie der Wühler, das im Westen Südamerikas vorkommt.

## Merkmale
Mit einer Kopf-Rumpf-Länge von 92 bis 118 mm und einem Gewicht von 28 bis 44 g ist die Art etwas kleiner als die anderen beiden Vertreter der Gattung Großohrmäuse, der Schwanz ist mit einer Länge von 49 bis 64 mm jedoch deutlich kürzer. Die Länge der Hinterfüße beträgt 21 bis 23 mm und die Ohren sind 19 bis 23 mm lang. Das sehr weiche Fell der Oberseite ist überwiegend hell gelbbraun gefärbt, wobei wenige schwarze Haare eingemischt sind. Der Kopf ist durch ein mehr gesprenkeltes Fell und durch weißliche Wangen gekennzeichnet. Die Körperseiten sind heller als der Rücken. Es besteht eine deutliche Grenze zur hellgrauen bis weißen Unterseite. Die hellen Haare der Unterseite sind nahe der Wurzel oft blauschwarz. Die Oberseiten von Pfoten und Füßen sind silberweiß gefärbt und der Schwanz ist mit dünnen weißen Haaren bedeckt. An der Innenseite der Ohren kommen dünne gelbliche Haare vor. Viele Exemplare besitzen einen hellen Fleck hinter den Ohren.

## Verbreitung
Das Verbreitungsgebiet der Anden-Großohrmaus reicht vom Süden Perus über das westliche Bolivien und den Nordosten Chiles bis zu den Provinzen Jujuy und Salta im Nordwesten Argentiniens. Die Art hält sich in Regionen auf, die auf 3800 bis 5500 Meter Höhe liegen. Sie ist ein Bewohner der felsigen Hochlandsteppe Altiplano. Typische Pflanzen der Region sind Federgräser, vereinzelte Büsche sowie Yareta (Azorella compacta).

## Lebensweise
Die meisten Exemplare wurden in unterirdischen Bauen aufgespürt. Möglicherweise wurden diese von Kammratten oder von Meerschweinchen übernommen. Die Anden-Großohrmaus ist nachtaktiv. Die Nahrung besteht aus Pflanzenteilen, die vermutlich abhängig von der Höhenlage mit Insekten komplettiert werden. Untersuchte Weibchen waren mit bis zu fünf Nachkommen trächtig. Laut den wenigen vorhandenen Daten erfolgt die Fortpflanzung in der Trockenzeit.

## Bedrohung
Für den Bestand sind keine Bedrohungen bekannt und die Gesamtpopulation wird als stabil eingeschätzt. Die Anden-Großohrmaus wird deswegen von der IUCN als „nicht gefährdet“ (least concern) gelistet.